# 1972 у літературі

## Нагороди
- Нобелівська премія — Генріх Белль
- Премія Феміна. Роже Греньє за «Кінороман»

## Романи
- «Диявольський коктейль» — роман англійського письменника Діка Френсіса.
- «Книга черепів», «Вмираючи зсередини» — романи американського письменника Роберта Сілверберга.
- «Мальвіль» — роман французького письменника Робера Мерля.
- «Навіть боги» — науково-фантастичний роман Айзека Азімова
- «Настане час» — роман американського письменника-фантаста Пола Андерсона.
- «Перед дзеркалом» — роман російського письменника Веніаміна Каверіна.
- «Слони вміють пам'ятати» — роман Агати Кристі.
- «Таїс Афінська» — історичний роман Івана Єфремова.

## Повісті
- «Двадцять днів без війни» — повість Костянтина Симонова.
- «Пікнік на узбіччі» — повість Братів Стругацьких.
- «Пошуки жанру» — Василя Аксьонова.

## Народились
- 6 липня — Лоран Годе — французький письменник.
- 29 серпня — Даніеле Ганзер — швейцарський публіцист.
- 6 вересня — Чайна М'євіль — британський письменник-фантаст, викладач і активний суспільно-політичний діяч.

## Померли
- 23 липня — Суад Дервіш, турецька журналістка, письменниця і політична діячка (народилась 1903 чи 1905).
- 27 вересня — Ранганатан Шіалі Рамамріта — індійський бібліотекознавець, діяч у галузі інформації та книгознавства. Доктор літератури та математики, професор (народився в 1892).
- 1 листопада — Езра Паунд — американський поет-модерніст (народився в 1885).